# Dioon sonorense
Dioon sonorense là một loài thực vật hạt trần trong họ Zamiaceae. Loài này được (De Luca & al.) Chemnick, T.Greg. & Salas-Morales mô tả khoa học đầu tiên năm 1997 publ. 1998.